# Visitação (Dürer)
Visitação é uma gravura em madeira de 1503 do mestre alemão da renascença Albrecht Dürer, que se encontra actualmente na Staatliche Graphische Sammlung de Munique. A obra reconta o episódio bíblico da visita de Maria, com a gravidez avançada, à sua prima Isabel, que era muito mais velha e que estava igualmente perto de dar à luz.

## Descrição
Visitação mostra as duas mulheres a abraçarem-se quando se encontram à entrada da casa de Isabel, estando o marido desta, Zacarias, expectante à porta no lado esquerdo da gravura. Tanto Zacarias como a sua esposa são idosos; e ele está pasmado em silêncio pelo facto de a sua esposa após muito tempo de expectativa ter finalmente engravidado.
A paisagem elaborada com muito detalhe que surge ao fundo é geralmente considerada como um ponto alto na obra na obra de Dürer, sendo provável que o artista tenha tido inspiração pelas duas travessias dos Alpes no período de 1494/5.